# Maár Károly
Maár Károly (Zselíz, 1813. december 1. – Pozsony, 1878. február 22.) római katolikus plébános, pápai kamarás.

## Élete
Növendékpap 1830-ban lett és a bölcseletet Nagyszombatban, a teológiát 1832-től Bécsben hallgatta. 1837. június 18-án szenteltetett fel. Káplán volt Vágszerdahelyen, Sellyén, Pozsonyban az Üdvözítőről, majd a Szent Mártonról nevezett egyház mellett. 1843-ban adminisztrátor, 1853-ban plébános lett Pozsonyban (ad SS. Trinit); 1854-ben a pápa titkos kamarása lett.

## Művei
- Predigt zur Primitz-Feier des ... Herrn Josef Haydin, Weltpriesters der Graner Erzdiözese. Gehalten zu Neudorf (Dévén-Ujfalu) am 5. Sept. 1841. Denkmal inniger Freundschaft gewidmet. Pressburg, 1841.
- Andenken an die feierliche Eröffnung der neuerrichteten Pfarre in der heiligen Dreifaltigkeits- vormals Trinitarier-Kirche zu Pressburg, welche am 1. Jänner 1854. stattgefunden. Uo. 1854. (Névtelenül.)
- Jubiläum-Rede, vorgetragen in der Dom- und Stadtpfarrkirche zu St. Martin in Pressburg, am Feste Maria-Verkündigung den 25. März 1865. Uo. 1865. (A tiszta jövedelem a Domtemplom restaurálására fordíttatott.)